# Marc Menant

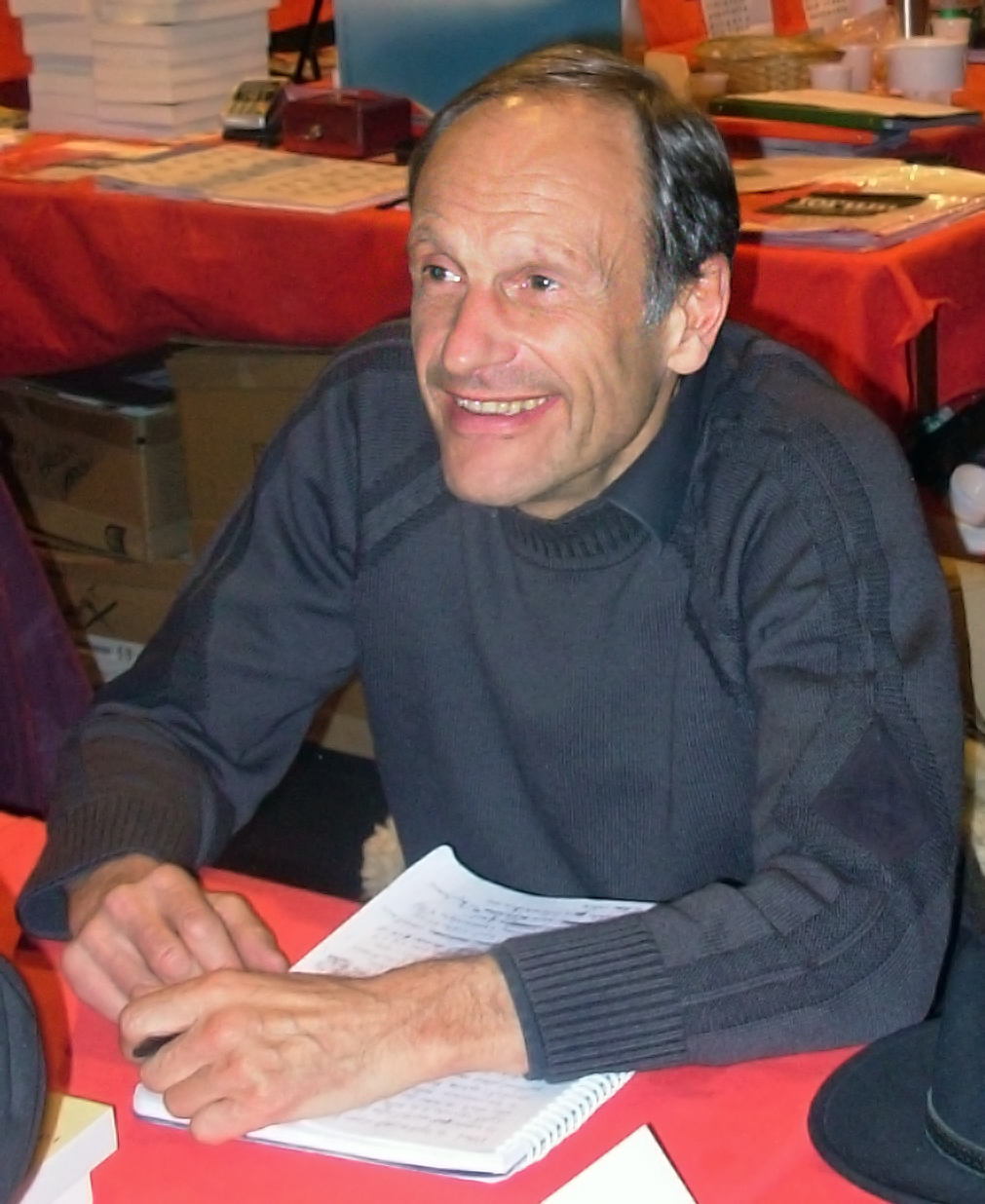
Marc Menant 2007

Marc Menant (* 11. Februar 1949 in Hardricourt) ist ein französischer Schriftsteller und Journalist sowie ehemaliger Autorennfahrer.

## Journalist
Marc Menant begann seine journalistische Tätigkeit in den 1960er-Jahren bei Radio Luxemburg, wo er als Radio-Reporter von Sportveranstaltungen berichtete. In den 1970er-Jahren wechselte er gemeinsam mit dem ehemaligen Radrennfahrer Robert Chapatte, der nach dem Ende seiner sportlichen Karriere auch als Sportjournalist arbeitete, zum französischen Fernsehsender TF1. Unter anderem präsentierte er bei TF1 viele Jahre die Wetterprognosen.
Ab 1997 arbeitete er als Journalist, Nachrichtensprecher und Präsentator bei Europe 1, einem französischen Radiosender. 

## Schriftsteller
Seit 1981 ist Marc Menant als Schriftsteller tätig und hat bisher acht Romane veröffentlicht. Sein Erstlingswerk war Les Mercenaires de la mer. Sein bisher letztes Buch, Le petit roman de Haïti, wurde 2010 veröffentlicht.

## Karriere als Rennfahrer
Marc Menant war als Hobbyrennfahrer aktiv und bestritt zweimal das 24-Stunden-Rennen von Le Mans. 1979 fuhr er gemeinsam mit Pierre-François Rousselot und Michel Dubois einen Chevron B36. Das Trio wurde mangels zurückgelegter Distanz nicht klassiert. Seinen zweiten Einsatz hatte er sieben Jahre später, als er einen Rondeau M482 fuhr. Der Rondeau mit seinem 3,9-Liter-DFL-Cosworth-Motor und einer extrem aerodynamischen Karosserie war ein weit schwieriger zu fahrendes Rennfahrzeug als der 2-Liter-Chevron von 1979. Dennoch erreichte Menant mit seinen beiden Partnern den 13. Rang im Schlussklassement.

## Statistik

### Le-Mans-Ergebnisse
| Jahr | Team                       | Fahrzeug     | Teamkollege               | Teamkollege         | Platzierung     | Ausfallgrund |
| ---- | -------------------------- | ------------ | ------------------------- | ------------------- | --------------- | ------------ |
| 1979 | Racing Organisation Course | Chevron B36  | Pierre-François Rousselot | Michel Dubois       | nicht klassiert |              |
| 1986 | Graff Racing               | Rondeau M482 | Jacques Goudchaux         | Jean-Philippe Grand | Rang 13         |              |